# ファーストレディステークス
ファーストレディステークス（First Lady Stakes）は、アメリカ合衆国のキーンランド競馬場にて、毎年10月に開催される競馬の競走である。

## 概要
ブリーダーズカップ・ワールド・サラブレッド・チャンピオンシップへ向けた牝馬のマイル芝GI。このレースをステップに、ブリーダーズカップ・フィリー&メアターフ、ブリーダーズカップ・マイルへ向かう有力牝馬が多い。2000年にはパーフェクトスティングが、2005年にはインターコンチネンタルが同競走出走の次走にブリーダーズカップ・フィリー&メアターフを勝利している。

## 近年の勝ち馬
- 2024 Gina Romantica
- 2023 Gina Romantica
- 2022 In Italian
- 2021 Blowout
- 2020 Uni
- 2019 Uni
- 2018 A Raving Beauty
- 2017 Zipessa
- 2016 Photo Call
- 2015 Tepin
- 2014 Dayatthespa[1]
- 2013 Better Lucky
- 2012 Tapitsfly
- 2011 Never Retreat
- 2010 Proviso
- 2009 Diamondrella
- 2008 Forever Together
- 2007 Vacare
- 2006 Gorella
- 2005 Intercontinental
- 2004 Stay Forever
- 2003 Bien Nicole
- 2002 Owsley
- 2001 Spook Express